# Seidenfadenia
Seidenfadenia mitrata — вид эпифитных орхидей, единственный представитель рода Seidenfadenia.
Сокращенное название рода: Sei.
Род назван в честь любителя орхидей, датского дипломата Гуннара Сейденфадена (1908—2001). В 1956—1984 годы он организовал несколько экспедиций и описал более 120 новых видов орхидей из Юго-Восточной Азии. Seidenfadenia mitrata был впервые описан как Aerides mitrata в 1864 году, и выделен в отдельный род Seidenfadenia в 1972 году.

## Ареал
Мьянма и Таиланд на высотах от 100 до 800 метров над уровнем моря. Лаос (провинция Тямпасак).
Цветение весной.

## Ботаническое описание

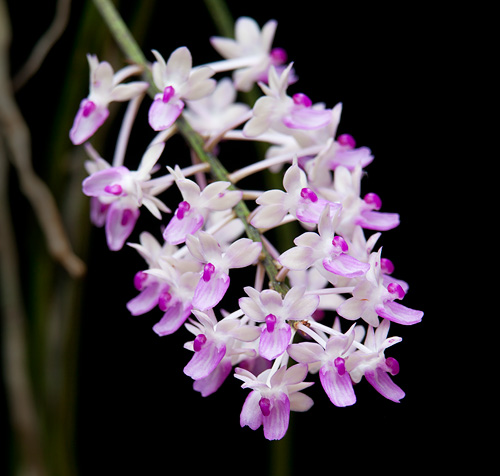
соцветие

Стебель прямой, до 25 см в длину, моноподиального типа. Корни длинные, часто длиннее и многочисленнее листьев.
Листья тёмно-зелёные, полувальковатой (цилиндрические с продольной канавкой) формы, заострённые, длиной 40—90 см, толщиной около 0,5 см. Похожие листья есть у представителей рода Holcoglossum.
Соцветия прямостоячие, короче листьев, несут 8—30 цветков.
Цветки диаметром 1,25—1,8 см, с сильным, сладким ароматом. Чашелистики и лепестки белые, но могут быть покрыты сиренево-розовыми точками или с сиренево-розовой окраской краёв. Колонка и губа сиренево-розовые. Губа плоская. Продолжительность цветения 15—20 дней.

## В культуре
Рекомендуется посадка на блок.

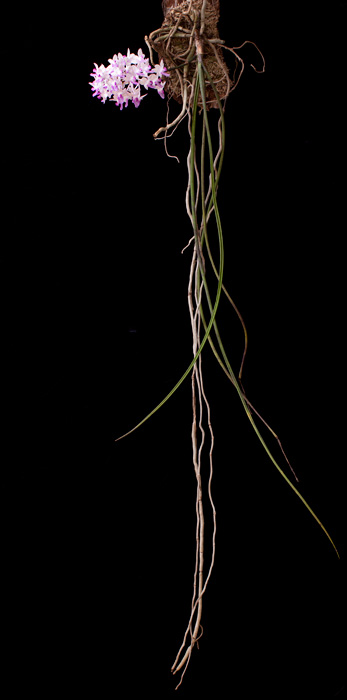

Температурная группа от умеренной до тёплой.
Освещение: 50 % прямого солнечного света; 2500—3500 FC (26910—37674 люкс) . Относительная влажность воздуха высокая. В зимнее время требуется сокращение полива.

## Грексы
По данным The International Orchid Register, на 2012 год.
- Ascodenia Cholratana P.Cholratanakul, 1971 (syn. Aeridocentrum Cholratana) =(Seidenfadenia mitrata × Ascocentrum curvifolium)
- Ascodenia Orchid Joy M.E.Thompson, 2005 =(Seidenfadenia mitrata × Ascocentrum ampullaceum)
- Ascofadanda Fuchs Precious R.F.Orchids, 1992 (syn. Christieara Fuchs Precious) =(Seidenfadenia mitrata × Ascocenda Elieen Beauty)
- Ascofadanda Lorna Craig R.F.Orchids, 2011 =(Seidenfadenia mitrata × Ascocenda Vermilion Delight)
- Arachnadenia May Woo Seng Heng, 1965 (syn. Aeridachnis May Woo) =(Arachnis Maggie Oei × Seidenfadenia mitrata)
- Arachnadenia Tan Thiam Guan Seng Heng, 1965 (syn. Aeridachnis Tan Thiam Guan) =(Arachnis Ishbel × Seidenfadenia mitrata)
- Ascofadanda Angela Olvera R.F.Orchids, 1989 (syn. Christieara Angela Olvera) =(Ascocenda Peggy Foo × Seidenfadenia mitrata)
- Ascofadanda Crownfox Delicious R.F.Orchids, 2000 (syn. Christieara Crownfox Delicious) =(Ascocenda Queen Florist × Seidenfadenia mitrata)
- Ascofadanda Glistening Gulf C.Finke, 2010  =(Ascocenda Thai Gold × Seidenfadenia mitrata)
- Ascofadanda Pink Glory R.Perreira, 1973 (syn. Christieara Pink Glory) =(Ascocenda Tan Chai Beng × Seidenfadenia mitrata)
- Ascofadanda Thai Gold Suphachadiwong, 1992 (syn. Christieara Thai Gold) =(Ascocenda Bangkhuntian Gold × Seidenfadenia mitrata)
- Lowsutongara Lim Kwee Neo Suphachadiwong, 1999 (syn. Ronnyara Lim Kwee Neo) =(Vascostylis Tham Yuen Hae × Seidenfadenia mitrata)
- Lowsutongara Siam Sky Suphachadiwong, 1992 (syn. Ronnyara Siam Sky) =(Vascostylis Thai Sky × Seidenfadenia mitrata)
- Lowsutongara Thai Bonbon Suphachadiwong, 1992 (syn. Ronnyara Thai Bonbon) =(Vascostylis Bonbon × Seidenfadenia mitrata)
- Neofadenia Ucho K.Nakatani, 1984 (syn. Aeridofinetia Ucho) =(Neofinetia falcata × Seidenfadenia mitrata)
- Neofadanda Rumrill J.Rumrill, 1974 (syn. Vandofinides Rumrill) =(Vandofinetia Premier × Seidenfadenia mitrata)
- Rhynchodenia Magic Wand Robert D.Smith, 1983 (syn. Rhynchorides Magic Wand) =(Rhynchostylis coelestis × Seidenfadenia mitrata)
- Rhynchofadanda Porchina Blue R.Perreira, 1969 (syn. Perreiraara Porchina Blue) =(Vandachostylis Blue Angel × Seidenfadenia mitrata)
- Seidenanda Teddy Bear F-C.Lin, 2012 =(Vanda lamellata × Seidenfadenia mitrata)
- Seidenanda Thai Beauty Suphachadiwong, 1992 (syn. Aeridovanda Thai Beauty) =(Vanda Fuchs Celebration × Seidenfadenia mitrata)
- Seidenanda Thai Snow Suphachadiwong, 1992 (syn. Aeridovanda Thai Snow) =(Vanda White Kolibri × Seidenfadenia mitrata)
- Seidenides Pixie J.Majewski, 1997 (syn. Aerides Pixie) =(Aerides flabellata × Seidenfadenia mitrata)